# Posizionatore antalgico lombare
Un posizionatore antalgico lombare è uno strumento fisioterapico che permette di assumere una determinata posizione della colonna vertebrale, soprattutto a livello lombare, che appunto mitiga il dolore (antalgico). Nel linguaggio medico, l’atteggiamento antalgico è una posizione che viene assunta, nel corso di affezioni dolorose, allo scopo di mitigare o annullare i dolori.
Mantenere una posizione di non dolore a livello lombare è una tecnica eseguita nelle note tecniche di ginnastica medica, posturale, fisioterapica per il trattamento del mal di schiena; la si ottiene anche con l’ausilio di strumenti come il posizionatore antalgico lombare, il quale consente di assumere una postura in scarico della colonna vertebrale, permettendo così una decompressione passiva dei dischi vertebrali. 
Il soggetto deve assumere una posizione in decubito supino, con gli angoli di 90° tra coscia e busto e tra coscia e gamba. Questa posizione pone in scarico il segmento lombare della colonna vertebrale, in particolare l’azione si estrinseca a livello L5-S1 permettendo lo scarico e l’idratazione dei dischi intervertebrali; a ciò viene aggiunta (nelle strumentazioni più recenti) la possibilità di eseguire di una trazione verso l’alto, che permette di richiamare maggiormente liquido sinoviale all’interno del disco, grazie al fenomeno dell’osmosi.
Esistono varie versioni di posizionatore antalgico lombare: statiche, dinamiche con movimento manuale, dinamiche con movimento motorizzato, che consentono un’esecuzione dell’esercizio in auto-trattamento, utile come stretching da eseguire dopo un allenamento intenso quando la colonna è stata sottoposta a carichi eccessivi (prevenzione).